# Ballinakill
Ballinakill (iriska: Baile na Coille) är en ort i republiken Irland.   Den ligger i grevskapet Laois och provinsen Leinster, i den centrala delen av landet, 90 km sydväst om huvudstaden Dublin. 
Ballinakill grundades som en marknadsby och har ett rätlinjigt gatunät från 1700-talet.
Här finns även Ballinakill slott.